# Zlatovo
Zlatovo (cyr. Златово) – wieś w Serbii, w okręgu pomorawskim, w gminie Despotovac. W 2011 roku liczyła 461 mieszkańców.